# 覚淵
覚淵（かくえん、生没年不詳）は、平安時代末期から鎌倉時代の真言宗僧。伊豆山権現社別当寺密厳院開基。房号は聞養房（もんようぼう）。卿の律師とも称される。

## 略歴
加藤景廉の兄弟とされる。東寺に学び、流人として伊豆国に在住した源頼朝の帰依を受け、頼朝の祈祷所として密厳院を創建した。『曽我物語』によると伊豆の武士・北条時政の娘政子が目代山木兼隆に嫁ぐことになった際、政子は山木邸を出奔して密厳院に逃れてきたため、覚淵はこれを匿って頼朝に伝え、また伊豆山の大衆に号令して兼隆に敵対する意思を見せたという。
治承4年（1180年）、頼朝が平家打倒の兵を挙げることになった際、頼朝から北条氏の屋敷に召されて相談を受けた。頼朝は法華経千部をあげてから挙兵する願をかけていたものの、その暇がなくなってしまったためにやむを得ず八百部を転読することを考え、その功徳について覚淵に相談したのである。覚淵は転読を肯定して頼朝を励まし、その読経を遂行させた。この功によって頼朝は居地だった蛭ヶ小島の寄進を覚淵に約束した。翌8月に頼朝は挙兵し平家方の代官山木兼隆を攻め殺したが、これに際して頼朝の妻となっていた政子が争乱を避けて覚淵の房舎に避難している。